# 爸爸去哪兒 (第二季)
《爸爸去哪兒》第二季（英語：Where Are We Going? Dad (Season 2)），是中國湖南衛視於2014年度第三季度推出的週五晚22點档親子互動真人秀節目，節目版權引自韓國MBC電視台，概念參考自MBC節目《爸爸 你去哪兒》，是該系列節目的第二季，由製作人謝滌葵及其團隊製作。節目於5月開始錄製，並於6月20日開播，接档《花儿与少年》第一季，湖南衛視已於10月3日播完第2季。11月16日起，中天綜合台周日晚間8點將接力播出。

## 製作
第二季的製作人仍然為謝滌葵及其團隊。本季節目與第一季的內容相比有所調整，第一季中為五個固定爸爸和孩子，本季中固定的爸爸有五個，孩子也不僅限於五個，本季採用了5+X的輪換模式，即有嘉賓在中途加入，並會到海外拍攝。

## 招商與宣傳
2013年10月份第一季播畢之後，製作單位已著手準備第二季的廣告贊助和搜尋第二季的參加人員。於2013年12月舉行記者發佈會，記者會請來了第一季的參加人員站台幫助宣傳，而在隨後的贊助商招標中，伊利集團旗下產品以3.1億元人民幣取得節目獨家冠名權，成為中國電視史上最高的節目冠名費。
第二季節目開始之前，電子媒體就紛紛報道湖南衛視以天價1200萬人民幣邀請前英格蘭國家足球隊球員大衛·貝克漢參加，但隨後在正式名單中並沒有他。一同傳出的參加的人員還有作家韓寒以及港星張智霖，因為張智霖之前上同台節目《天天向上》就表示有意願參加，但在正式名單發表之後，兩人亦沒有在列。另外，第一季播完之後，很多有孩子的藝人都表達希望能夠參加第二季。在湖南衛視當家節目《快樂大本營》中，藝人陳羽凡、陸毅、曹格等表示如果製作單位邀請，就會參加。而《爸爸去哪兒》製作單位也將《快樂大本營》當做管道，透過觀察參加大本營的藝人的表現，來選取適合參加第二季的嘉賓。

## 節目播放歷史
爸爸去哪兒第二季於2014年6月20日在湖南衛視首播。本季節目不提供網上直播。但是會透過湖南廣播電視臺和湖南衛視旗下的網絡電視平台芒果tv和視頻網愛奇藝第2天開始供觀眾在網上重溫。此外，每期節目播畢之後，緊接著播放30分鐘節目花絮，記錄節目的拍攝過程。
香港now芒果台将重新剪辑添加繁体字幕后播放该节目，湖南广电旗下金鹰卡通也会在周六特别重播。香港J2於2014年11月2日起将重新剪辑添加繁体字幕及双语广播播放该节目及myTV於30日內供香港市民重溫。。

## “爸爸之夜”
湖南卫视周五晚因《爸爸去哪儿》的播出，特地编排《天天向上》+《爸爸去哪儿》+《和爸爸在一起》（爸爸去哪儿纪录片节目）带状播出方式，《天天向上》节目话题也大多与《爸爸去哪儿》节目有关，前五次“爸爸之夜”分别邀请五组嘉宾，后陆续邀请第一季嘉宾和各类童星。其中，《天天向上》节目结束后不播放片尾字幕，而是直接切入《爸爸去哪儿》的播放，其中只有30秒的片头。之后在《一年级》与《我是歌手3》播出期间，湖南卫视也同样在周五晚间安排了类似的带状播出方式。

## 參加人物
第二季参演的五位成年人分别来自演藝界的黃磊、陸毅、香港演员吳鎮宇，马来西亚歌手曹格，以及前奧運體操冠軍楊威。小孩部份則有三男三女。並由五位爸爸和小孩主唱主题曲。
| 父親   | 父親           | 父親   | 孩子                  | 孩子 | 孩子                           | 孩子   |
| 姓名   | 生日           | 粤配   | 姓名                  | 性别 | 生日                           | 粤配   |
| 黃磊   | 1971年12月6日  | 馮瀚輝 | 黄忆慈 （多多）       | 女   | 2006年2月6日 (參與節目時8歲)   | 冼詠儀 |
| 吳鎮宇 | 1961年12月21日 | 黃榮璋 | 吴费曼 （Feynman）    | 男   | 2008年9月27日 (參與節目時5歲)  | 駱慧怡 |
| 陸毅   | 1976年1月6日   | 杜景煜 | 陆雨萱 （貝兒）       | 女   | 2008年10月26日 (參與節目時5歲) |        |
| 曹格   | 1979年7月9日   | 鄧燦陽 | 曹三丰 （Joe）        | 男   | 2008年8月21日 (參與節目時5歲)  | 楊婉潼 |
| 曹格   | 1979年7月9日   | 鄧燦陽 | 曹华恩 （Grace/姐姐） | 女   | 2010年9月24日 (參與節目時3歲)  | 張惠雯 |
| 楊威   | 1980年2月8日   |        | 楊文昌 （楊陽洋）     | 男   | 2009年11月6日 (參與節目時4歲)  | 陳姻岐 |

註：
- 括號中代表節目中各位明星子女的綽號、別名或英文名。

## 节目内容与路线

### 概览
时间皆为2014年，實際內容以當日播出為準，詳情來源於節目各集內容。
| 站驛   | 錄製時間         | 集數 | 播出日期 | 地點                               | 地點                                 | 內容 | 備註 |
| 站驛   | 錄製時間         | 集數 | 播出日期 | 位置                               | 地理形態                             | 內容 | 備註 |
| 第一站 | 5月11日至5月13日 | 1    | 6月20日  | 重庆武隆 仙女山鎮                  | 武隆喀斯特                           | 爸爸们分別帶著萌娃们前往重慶武隆縣的隱秘村莊，感受西南地區特有的天坑地貌，體驗三天兩夜只有爸爸的旅行。 | 黃健翔以泥地足球賽裁判的身份作為嘉賓出現。                                                                               |
| 第一站 | 5月11日至5月13日 | 2    | 6月27日  | 重庆武隆 仙女山鎮                  | 武隆喀斯特                           | 寶貝們迎來第一個任務，獨自前往集市購物。楊陽洋變身砍價王，Feynman面對琳瑯滿目的商品花了眼，Joe和Grace兩兄妹因為玩具鬧矛盾，貝兒誤買女裝令陸毅啼笑皆非。爸爸們需要自備防護行頭，進蜂房取食材。 | 黃健翔以泥地足球賽裁判的身份作為嘉賓出現。                                                                               |
| 第二站 | 5月24日至5月26日 | 3    | 7月4日   | 浙江建德 大慈岩鎮 新葉村           | 華東地區江南水乡                     | 新的旅程來到了浙江建德市新葉村，體驗江南水鄉的秀麗風光。爸爸們的首要任務是要找到村婦搭戲，重演經典電視劇橋段。而Grace和貝兒則被要求找到村裡最高的人。神秘嘉賓姚明驚喜現身，讓吳鎮宇瞬間變為小Fans。 | Grace(姐姐)和贝儿被要求找到最高的人，于是找到了姚明。姚明担任篮球比赛裁判。                                              |
| 第二站 | 5月24日至5月26日 | 4    | 7月11日  | 浙江建德 大慈岩鎮 新葉村           | 華東地區江南水乡                     | 爸爸們遭遇“鐵人五項”大考驗：“穿大鞋”、“保齡球”、“抱兩樣”、“抬轎子”和“水上包粽子”。Feynman意外落水受傷，劃破眼角，鐵漢老爸吳鎮宇故作淡定，言辭嚴厲卻透著慈愛，更哽咽落淚，盡顯柔情父愛。還有寶貝們的時裝catwalk show和爸爸們反串表演的《白蛇傳》話劇。最后出现本季第一次分享小测试。 | Grace(姐姐)和贝儿被要求找到最高的人，于是找到了姚明。姚明担任篮球比赛裁判。                                              |
| 第三站 | 6月7日至6月8日   | 5    | 7月18日  | 湖南怀化 靖州苗族侗族自治县 苗家寨 | 中南地区湘西                         | 有拦路酒、龙头宴、吊脚楼等充满湘西特色的风俗。 | 汪涵担任嘉賓教星爸念长沙民谣。                                                                                           |
| 第三站 | 6月7日至6月8日   | 6    | 7月25日  | 湖南怀化 靖州苗族侗族自治县 苗家寨 | 中南地区湘西                         | 苗家亲子大会。爸爸们携手打糍粑、压榨油。还在苗家举办亲子大会。 | 汪涵担任嘉賓教星爸念长沙民谣。                                                                                           |
| 第四站 | 6月23日至6月24日 | 7    | 8月1日   | 四川都江堰 虹口鄉                  | 西南地區四川盆地                     | 直升飞机体验原始森林。爸爸们和宝贝首次坐直升飞机飞往都江堰原始森林，并分组在原始森林中寻找食物。 | 妈妈们首次来到现场，Feynman妈妈中国螢幕首秀。                                                                            |
| 第四站 | 6月23日至6月24日 | 8    | 8月8日   | 四川都江堰 虹口鄉                  | 西南地區四川盆地                     | 爸爸扮演野人与孩子在原始森林中对话，正在尽兴时突如其来的狂风暴雨吓哭宝贝。宝贝们的妈妈首次来探班并为宝贝和丈夫准备精美午餐。 | 妈妈们首次来到现场，Feynman妈妈中国螢幕首秀。                                                                            |
| 第五站 | 7月7日至7月9日   | 9    | 8月15日  | 內蒙古呼伦贝尔 草原 伊利牧场       | 華北地區呼倫貝爾草原                 | 第一季石头天天霹雳回归，与新一季的弟弟妹妹们一起在大蒙古草原上驰骋、放牧 | 第一季成员郭涛&石头、张亮&天天作为嘉宾出演。                                                                             |
| 第五站 | 7月7日至7月9日   | 10   | 8月22日  | 內蒙古呼伦贝尔 草原 伊利牧场       | 華北地區呼倫貝爾草原                 | 爸爸们用羊粪烧火比拼厨艺，宝贝们分组比赛人力拉羊，宝贝们分别于蒙古草原的孩子们PK摔跤 | 第一季成员郭涛&石头、张亮&天天作为嘉宾出演。                                                                             |
| 第六站 | 7月28日至7月30日 | 11   | 8月29日  | 甘肅白銀 景泰 中泉乡 黄河石林      | 西北地區大漠                         | 宝贝们到西北的黄土高原地带体验黄河风情，宝贝们自己颌面，让爸爸做兰州拉面；之后爸爸们在黄河上玩漂流；宝贝们三组担任小爸爸小妈妈帮忙村民看小孩子，帮助小孩子换尿布和喂奶和洗衣服；最后大家兴高采烈的一起玩中国传统烟花“打铁花” | 姐姐grace因在片花中“哭泣道歉”而传出退出节目的传闻，实际上该情节只是grace不能完成任务而受到爸爸的教育后跟每位小朋友道歉。 |
| 第六站 | 7月28日至7月30日 | 12   | 9月5日   | 甘肅白銀 景泰 中泉乡 黄河石林      | 西北地區大漠                         | 爸爸们被要求拍摄微电影，通过拔河比赛抢戏服。陆毅与吴镇宇兵分两路，展开竞争。而萌娃们则在防空山洞中寻找烧烤食材，拷好美食献给爸爸们。吴镇宇赤膊上阵，feynman与joe频频闹情绪。姐姐充当“笨蛋公主”，破最小年龄吊威亚记录。陆毅拍摄“六眼飞鱼”短片，贝儿多多杨阳洋展现“特技”，节目最后恶搞《勇气》：爱真的需要勇气，来面对“六眼飞鱼”（流言蜚语）。小狗乖乖幸运被多多收养，但可惜不能参加台湾与新西兰拍摄。 | 姐姐grace因在片花中“哭泣道歉”而传出退出节目的传闻，实际上该情节只是grace不能完成任务而受到爸爸的教育后跟每位小朋友道歉。 |
| 第七站 | 8月13日至8月15日 | 13   | 9月12日  | 臺灣花蓮縣 · 瑞穗鄉 · 富興村       | 臺灣花東縱谷                         | 第一天在台北聚餐 - 黃磊⇒誠品書店：共同完成一件玻璃品 - 陸毅⇒花博公園-行動夢想館：尋找夢想三種職業 - 楊威⇒寧夏夜市：品嘗美食和五個店老闆合影 - 吳鎮宇⇒上引水產：抓各類水中生物並品嘗海鮮大餐 第二天正式旅行-花蓮縣-富興村 - 溯溪：渡河和跳水(從三米高懸崖跳水，進階版七米高懸崖)。 - 搶房子： 利用五官肌肉把餅乾運到嘴巴吃掉。(交通工具：電動摩托車) 1.客家風格-№3.陸毅、 2.原住民風格-№4.吳鎮宇、 3.閩南風格-№5.曹格、 4.木制居家風格-№2.楊威、 5."豪宅"房車-№1.黃磊 - 找食材 :分組到村子照著卡片裡頭找食材。 Feynman和姐姐(Grace) 貝兒和Joe 多多和楊陽洋 林志穎和kimi歸隊                                                               | 第一季成員林志穎&Kimi作為嘉賓出演。                                                                                      |
| 第七站 | 8月13日至8月15日 | 14   | 9月19日  | 臺灣花蓮縣 · 瑞穗鄉 · 富興村       | 臺灣花東縱谷                         | 第三天任務開始 - 隊伍任務：指定的任務拿去市場賣出錢買中飯 ①採檳榔：採小顆的檳榔 ⇒林志穎、黃磊、曹格和姐姐(賺2600元台幣) ②採鳳梨：採黃的鳳梨 ⇒楊威父子、吳鎮宇父子、陸毅父女(賺1500元台幣) ③製作刨冰：製作完刨冰拿去市場賣 ⇒多多、Joe、Kimi (賺500元台幣) - 海上取鮮 ：爸爸們需要划船到水池，每個人需要拿到『一魚二蟹三蝦』 【懲罰】輸了後三名的就要臉衝著，最大海浪沖做十個俯臥撐 №1 陸毅、№2 黃磊、№3 曹格，【懲罰】吳鎮宇、林志穎、楊威 - 燒烤演唱會：跟村莊、爸爸去哪兒工作人員和爸爸們寶貝一起歡樂，林志穎和kimi告別 第四天任務開始，來到太平洋觀看海豚 - 賞豚之旅，結束台灣旅程                                                     | 第一季成員林志穎&Kimi作為嘉賓出演。                                                                                      |
| 第八站 | 9月2日至9月4日   | 15   | 9月26日  | 普倫蒂灣大區 羅托路亞              | 南半球、新西蘭北島；地熱、地礦集中地 | 前往紐西蘭，寶貝們第一個任務 - 小小乘務員：為旅客們提拱細緻周到服務 - 順風車：以截順風車方法，到達已分配好的當地主人工的家借宿，但不允許承搭華人的車輛(交通工具：房東交通車) 1.毛利人家庭-陸毅 2.雙層床家庭-吳鎮宇 3.毛利人家庭-曹格 4.舒適乾淨家庭-楊威 5.遊艇之家庭-黃磊 - 神秘任務：有三組任務需要和房主一起去完成任務三個神祕任務 ①悠皮球：房東和黃磊，第一場是誰滾比較快《勝利黃磊》，第二場小孩需要換上超人的衣服《勝利房東》 ②抓鰻魚：曹格和陸毅，抓到的烤鰻魚 ③騎單車：揚威、吳鎮宇和村長，挑戰高難度的單車技巧 - 買食材（小孩們）：晚餐製作中國料理，去超市以五十塊紐幣以內買兩家庭足夠的食材。 - 參觀毛利族，老爸們首領 - 曹格 | 黄渤、佟大为和5家庭星妈担任嘉賓。                                                                                        |
| 第八站 | 9月2日至9月4日   | 16   | 10月3日  | 普倫蒂灣大區 羅托路亞              | 南半球、新西蘭北島；地熱、地礦集中地 | 国际萝卜蹲大赛：和毛利人一起萝卜蹲，吴镇宇获胜。火山温泉，星爸萌娃齐心协力。扮演哈比人，妈妈天团空降。感恩回顾，大家潸然泪下。期待大电影和接档节目《一年级》 | 黄渤、佟大为和5家庭星妈担任嘉賓。                                                                                        |

## 收視率

### 湖南衛視首播收視率
| 中国大陆 湖南卫视 首播收视率 |               |        |          |       |           |           |           | |
| 集數                         | 播出日期      | CSM50  | CSM50    | CSM50 | CSM全国网 | CSM全国网 | CSM全国网 | 備註 |
| 集數                         | 播出日期      | 收視率 | 收視份額 | 排名  | 收視率    | 收視份額  | 排名      | 備註 |
| 1                            | 2014年6月20日 | 3.927  | 16.82    | 1     | 2.43      | 14.24     | 1         | 首播收视率为50城市网3.93，其中最高点落在长沙市7.66，为所有综艺节目首播收视率最高的节目。                            |
| 2                            | 2014年6月27日 | 3.570  | 15.39    | 1     | 2.06      | 11.59     | 1         | 最高收视落在唐山市5.38。                                                                                            |
| 3                            | 2014年7月4日  | 3.605  | 15.81    | 1     | 2.34      | 14.06     | 1         | 最高收视落在长沙市7.2。                                                                                             |
| 4                            | 2014年7月11日 | 3.393  | 15.40    | 1     | 2.12      | 12.67     | 1         | |
| 5                            | 2014年7月18日 | 3.08   | 13.73    | 2     | 1.91      | 11.24     | 2         | 最高收视落在长沙市7.48，前一小时与《中国好声音Ⅲ》重叠，收视位居第二，23点之后收视位居第一，总收视位居晚间节目第二。 |
| 6                            | 2014年7月25日 | 3.387  | 14.04    | 2     | 2.62      | 14.27     | 1         | |
| 7                            | 2014年8月1日  | 3.485  | 14.78    | 2     | 2.44      | 13.76     | 1         | 中国好声音全国网为2.13。                                                                                            |
| 8                            | 2014年8月8日  | 3.718  | 16.07    | 2     | 2.79      | 15.59     | 1         | 中国好声音全国网为2.16。                                                                                            |
| 9                            | 2014年8月15日 | 3.640  | 15.45    | 2     | 2.53      | 14.85     | 1         | 中国好声音全国网为2.03。                                                                                            |
| 10                           | 2014年8月22日 | 3.372  | 14.51    | 2     | 2.27      | 13.27     | 1         | 中国好声音全国网为2.08。                                                                                            |
| 11                           | 2014年8月29日 | 3.296  | 13.45    | 2     | 2.46      | 13.21     | 1         | 中国好声音全国网为2.12。                                                                                            |
| 12                           | 2014年9月5日  | 2.774  | 11.98    | 2     | 2.18      | 12.53     | 1         | 中国好声音全国网为1.86。                                                                                            |
| 13                           | 2014年9月12日 | 3.067  | 12.96    | 2     | 1.99      | 11.28     | 1         | 中国好声音全国网为1.78。                                                                                            |
| 14                           | 2014年9月19日 | 2.960  | 13.41    | 2     | 1.90      | 11.68     | 1         | 中国好声音全国网为1.72。                                                                                            |
| 15                           | 2014年9月26日 | 2.844  | 12.47    | 2     | 1.84      | 10.58     | 1         | 中国好声音全国网为1.71。                                                                                            |
| 16                           | 2014年10月3日 | 2.838  | 14.80    | 1     | 2.09      | 14.34     | 1         | 《中国好声音四强成长之路》50城收视为0.643，排名第5。八点档《天天向上》收视率1.717，排名第2。                        |
| 平均                         | 平均          | 3.31   | 14.44    | －    | 1.69      | 2.25      | －        | |

1. 同时段或交叉时段主要节目：
  - 浙江卫视《中国好声音Ⅲ》 / 《真声音》
  - 安徽卫视《超级先生》
  - 贵州卫视《非常完美》
  - 东方卫视《百里挑一》/《谁能百里挑一》
  - 深圳卫视《来吧孩子》/《直播港澳台》
2. 数据由广视索福瑞提供，调查范围为四岁以上之观众。
3. 以上收视排名不包括央视在内。
4. 资料来源：卫视小露电、潇湘卧龙

## 制作团队
| - 总导演：谢涤葵 - 执行导演：单丹霞 - 编剧组：王伟红、潘希晨、罗祎、黄丹、胡弘毅、慕莹、李卓洁、史芮瑛 - 导演组：蒋良、彭锴、王士愿、唐焱、史青起、喻玮莎、刘仕卫、阎予成、薛乂水、冒锦峰、马琬婷、袁杉、齐虹、王美青、晏格尔、任卓伟、曾朝勇、董千里、李梓榛、赵思佳、孙艳兰、薄汉斌 - 责编：姜佳、汤浩、徐冰、戴鑫 - 摄像：龙建平、陈祖霞、刘科、谢小云、王硕、彭湃、成超博、牟文俊、陈尧、李龙飞、鲁衍甫、周屹杰、莫勇、余潇翔、屈义力、肖博、楚磊、王虎、谢伟、文华、齐林、娄毅、李鲁 - 视频：何良、陈再芳、彭雄伟、朱恒斌 - 灯光：杨禹、丁穗军 - 音响：刘珊、赵川、甘甜、付晓、王子谦、赖凡、王威、金鑫、龚玫汐、赵颖、周龙云泽、李仙凤、吴毅 - 后期制作：戴鑫、张荦荦、郭良予、晏喆、刘旷、钟斌、晏超、余雅琪、刘莹、郝禹、肖君军、邓轲、胡雪松、刘白露、潘云歌、喻新元、何梦璇、黄悠、董格、杨波、杨晓静、劳详源、柳雨欣、喻狄、姚倩媛、赵浠羽、胡晖晖、田凯、杨富文、洪金宝、赵超、颜敏杰、杨娟、李雅琳、段美玲、杨波、李莹、王禄鑫 | - 特种设备：曾杜、邓丙之、毛文洋、李赤宇、王亿、阳晓峰、罗鹏、郭树果、庄康、朱阮枫、殷俊、黄博、彭志勇、贺名华、肖广吉 - 网络通讯：谢宝锋、张曙、李最、鲁一丁 - 电力保障：卿勇、蔡运强、沈标 - 化妆：王晓 - 服装：黄德萍 - 道具：周菊 - 艺员联络：江虹、胡跃青、张晨晨、李璟宜 - 制片：吴伟强、熊宏磊、龙力、汤杰、杨宇、文滔、李艳明、邹康亮、张欣、陈旭异、张凯祥、易怡、周伟、纪超强、刘涛、杨慧、聂穗、罗耀霞 - 制片主任：周伟 - 生产协调：汪应球、孙吉军 - 技术协调：韩坚定、肖卫华、曾晖、龚如林、吴星进、胡晓峰 - 播出统筹：张衡、黄卓夫 - 播控：李跃龙、方林、杨奇勇、臧千军 - 整体包装：湖南卫视总编室形象部 - 项目推广：湖南卫视总编室推广部 - 节目监制：龙梅 | - 节目统筹：王旭波、奉缨旗、周海 - 营销统筹：宋点 - 频道统筹：丁诚 - 技术监制：周立宏、傅乐俭 - 内容统筹：洪涛、龙梅 - 前期技术支持：何良、彭雄伟 - 总制片人：洪涛 - 技术总监：黄伟 - 监制：李浩、周雄 - 总监制：张华立 - 出品人：吕焕斌 |

注：以上製作團隊名單由節目片尾字幕录入。

## 宣傳活動
| 播出時間      | 活動           | 出席演員                                             |
| ------------- | -------------- | ---------------------------------------------------- |
| 2014年6月28日 | 《快樂大本營》 | 楊威父子、陸毅父女、吳鎮宇父子、曹格父子女、黃磊父女 |

## 資料來源
1. ↑  独家：湖南卫视否认已开录《爸爸2》。 （页面存档备份，存于）新浪新聞 2014年05月08日 （简体中文）
2. ↑  《爸爸2》要换爸爸 采用4+X的嘉宾轮换模式。 （页面存档备份，存于）金鷹網 2014-05-13 （简体中文）
3. ↑  《爸爸去哪儿2》开播启动5+x模式 将赴海外拍摄 （页面存档备份，存于）腾讯新聞  2014年06月19日（简体中文）
4. ↑  《爸爸去哪儿》第二季。 （页面存档备份，存于）金鷹網 2013-12-03 （简体中文）
5. ↑  网传小贝1200万参加《爸爸2》 韩寒亦在列。 （页面存档备份，存于）金鷹網 2014-04-11 （简体中文）
6. ↑  《爸爸2》借《快本》考察人气父子搭档。 （页面存档备份，存于）鳳凰新聞 2014年05月28日 （简体中文）
7. ↑  爱奇艺与360陷《爸爸2》渠道之争 芒果TV释疑 （页面存档备份，存于）Bianews  2014年06月20日 （简体中文）
8. ↑  芒果台开启消暑模式 大咖好剧齐聚马栏坡 （页面存档备份，存于）新浪娱乐  2014年06月12日 （简体中文）
9. ↑  爸爸去哪兒II （页面存档备份，存于） TVB J2 官方網站 2014年10月22日 （繁體中文）
10. ↑  《爸爸去哪儿》第二季海报首曝光 丛林探险主题。 （页面存档备份，存于）騰訊新聞 2014-06-01 （简体中文）
11. ↑  《爸爸去哪兒2》愛奇藝專題 的存檔，存档日期2014-06-20.奇藝網 2014-06-23 （简体中文）
12. ↑  《爸爸2》首站告捷 陆毅叹：半条命没了 （页面存档备份，存于）新浪娛樂  2014年5月14日
13. ↑  CSM50城市网各城市收视率分布 新浪微博 2014-06-23 （简体中文）
14. ↑  CSM50城市网各城市收视率分布 新浪微博 2014-06-30 （简体中文）
15. ↑  CSM50城市网各城市收视率分布 新浪微博 2014-07-07 （简体中文）
16. ↑  CSM50城市网各城市收视率分布 新浪微博 2014-07-21 （简体中文）

## 外部連結
- 《爸爸去哪兒》官方微博 （页面存档备份，存于）（简体中文）
- 《爸爸去哪兒2》人物概念宣傳片 （页面存档备份，存于）（简体中文）
- 《爸爸去哪兒2》芒果tv專頁 （页面存档备份，存于）（简体中文）
- 《爸爸去哪兒2》愛奇藝專頁（简体中文）
- 《爸爸去哪兒2》新浪專頁 （页面存档备份，存于）（简体中文）
- 《爸爸去哪兒2》網易專頁 （页面存档备份，存于）（简体中文）
- 《爸爸去哪兒II》無綫電視節目網頁 （页面存档备份，存于）（繁體中文）

## 综艺节目的变迁
| 中国大陆 湖南卫视 每周五 22:00－24:00          | 中国大陆 湖南卫视 每周五 22:00－24:00        | 中国大陆 湖南卫视 每周五 22:00－24:00            |
| ---------------------------------------------- | -------------------------------------------- | ------------------------------------------------ |
|                                                | 爸爸去哪儿2 （2014年6月20日－2014年10月3日） |                                                  |
| 花儿与少年1 （2014年4月25日－2014年6月13日）   | 一年級 （2014年10月17日－2014年12月26日）    |                                                  |
| 爸爸去哪儿系列節目變遷                         |                                              |                                                  |
| 爸爸去哪儿1 （2013年10月11日－2013年12月27日） | 爸爸去哪儿2 （2014年6月20日－2014年10月3日） | 爸爸去哪儿3 （2015年7月10日－2015年10月30日[a]） |

| 香港 無綫電視J2 周日20:30 - 22:45 · 2014年12月7日、14日及2015年1月4日起 20:30 - 22:30/22:35 · 2014年12月28日及2015年2月8日 暫停播映 · 2015年2月1日起 10:00 - 12:00/12:05及20:30 - 22:30/22:35 | 香港 無綫電視J2 周日20:30 - 22:45 · 2014年12月7日、14日及2015年1月4日起 20:30 - 22:30/22:35 · 2014年12月28日及2015年2月8日 暫停播映 · 2015年2月1日起 10:00 - 12:00/12:05及20:30 - 22:30/22:35 | 香港 無綫電視J2 周日20:30 - 22:45 · 2014年12月7日、14日及2015年1月4日起 20:30 - 22:30/22:35 · 2014年12月28日及2015年2月8日 暫停播映 · 2015年2月1日起 10:00 - 12:00/12:05及20:30 - 22:30/22:35 |
| --- | --- | --- |
| | 爸爸去哪兒 II （2014.11.02 - 2015.03.01） | |
| 得意寵物大檢閱（20:30-21:30） （2014.07.13 - 2014.10.26） GTO麻辣教師2014（21:30-22:30） （2014.08.24 - 2014.10.26）                                                                          | 爸爸去哪兒 （2015.03.08 - 2015.05.24） | |

| 臺灣 中天綜合台 每週日 20:00 - 22:00        | 臺灣 中天綜合台 每週日 20:00 - 22:00                  | 臺灣 中天綜合台 每週日 20:00 - 22:00 |
| ------------------------------------------- | ----------------------------------------------------- | ------------------------------------ |
|                                             | 爸爸去哪兒（第二季） （2014年11月29日－2015年3月1日） |                                      |
| 爸爸去哪兒 （2014年6月1日－2014年11月23日） | 我的超人爸爸 （2015年3月8日－2016年11月20日）         |                                      |

- ^  a. 根据国家新闻出版广电总局规定，9月1日-5日为纪念中国人民抗日战争暨世界反法西斯战争胜利70周年宣传周。在此期间，八大一二线卫视以及央视将停播一切综艺娱乐节目，故9月4日《爸爸去哪儿》暂停播出一期。